# Львівка (Федоровський район)
Льві́вка (рос. Львовка, башк. Львовка) — присілок у складі Федоровського району Башкортостану, Росія. Входить до складу Пугачовської сільської ради.